# Australobolbus tricornis
Australobolbus tricornis är en skalbaggsart som beskrevs av Henry Fuller Howden 1989. Australobolbus tricornis ingår i släktet Australobolbus och familjen Bolboceratidae. Inga underarter finns listade.